# Чемпіонат Андорри з футболу
Чемпіона́т Андорри з футбо́лу — футбольні змагання в Андоррі, започатковані 1995 року. Ліга була створена під егідою місцевої Футбольної федерації Андорри, яка була створена 1994 року. Усі команди в лізі грають на двох стадіонах: «Комуналь» і «Комуналь д'Андорра-ла-Велья». Матчі збірної Андорри проходять на стадіоні «Комуналь». Найбільша кількість чемпіонських титулів у клубу «Санта-Колома», який виграв тринадцять чемпіонатів Андорри.

## Структура чемпіонату
Десять клубів у чемпіонаті проводять між собою матчі, вдома та на виїзді (хоча вони завжди грають на одному і тому ж стадіоні). Після перших 14 турів найкращі чотири команди грають матчі між собою для визначення чемпіона Андорри, тоді як чотири інші визначають хто повинен покинути лігу. Переможець завойовує місце в Лізі чемпіонів УЄФА, проте через те, що у Андорри низький рейтинг УЄФА, команда стартує тільки в попередньому кваліфікаційному раунді. Володар кубка отримує право на участь у першому кваліфікаційному раунді Ліги конференцій.

## Переможці
- 1995—1996: Енкамп
- 1996—1997: Принсіпат
- 1997—1998: Принсіпат
- 1998—1999: Принсіпат
- 1999—2000: Констелаціо Еспортіва
- 2000—2001: Санта-Колома
- 2001—2002: Енкамп
- 2002—2003: Санта-Колома
- 2003—2004: Санта-Колома
- 2004—2005: Сан-Жулія
- 2005—2006: Ранжерс
- 2006—2007: Ранжерс
- 2007—2008: Санта-Колома
- 2008—2009: Сан-Жулія
- 2009—2010: Санта-Колома
- 2010—2011: Санта-Колома
- 2011—2012: Лузітанос
- 2012—2013: Лузітанос
- 2013—2014: Санта-Колома
- 2014—2015: Санта-Колома
- 2015—2016: Санта-Колома
- 2016—2017: Санта-Колома
- 2017—2018: Санта-Колома
- 2018—2019: Санта-Колома
- 2019—2020: Інтер (Ескальдес-Енгордань)
- 2020—2021: Інтер (Ескальдес-Енгордань)
- 2021—2022: Інтер (Ескальдес-Енгордань)
- 2022—2023: Атлетік Ескальдес
- 2023—2024: Уніо Еспортива
- 2024—2025: Інтер (Ескальдес-Енгордань)

## Кількість титулів
| Клуб                  | Титули | Роки |
| --------------------- | ------ | --- |
| Санта-Колома          | 13     | 1994—95, 2000—01, 2002—03, 2003—04, 2007—08, 2009—10, 2010—11, 2013—14, 2014—15, 2015—16, 2016—17, 2017—18, 2018—19 |
| Інтер                 | 4      | 2019—20, 2020—21, 2021—22, 2024—25                                                                                  |
| Принсіпат             | 3      | 1996—97, 1997—98, 1998—99                                                                                           |
| Енкамп                | 2      | 1995—96, 2001—02 |
| Сан-Жулія             | 2      | 2004—05, 2008—09 |
| Ранжерс               | 2      | 2005—06, 2006—07 |
| Лузітанос             | 2      | 2011—12, 2012—13 |
| Констелаціо Еспортіва | 1      | 1999—00 |
| Атлетік Ескальдес     | 1      | 2022—23 |
| Уніо Еспортива        | 1      | 2023—24 |